# HANDSIGN
HANDSIGN(핸드사인, ハンドサイン 한도사인[*])은 노래, 춤, 수화라는 새로운 표현 방법으로 전하는 일본의 남성 보컬&수화 퍼포머이며, TATSU와 SHINGO의 2인조 유닛이다. 일본에서 처음으로 스트리트 댄스에 수화를 넣은 선구자이다. 유니버설 뮤직에서 2018년 9월에 메이저 데뷔를 했다.

## 구성원
| 이름          | 소개                                                                                      |
| ------------- | ----------------------------------------------------------------------------------------- |
| TATSU (타츠)  | - 본명 : 나카노 타츠로(中野達朗) - 출신지 : 일본 가나가와현 - 포지션 : 리더, 보컬, 퍼포머 |
| SHINGO (신고) | - 본명 : 코바야시 신고(小林慎吾) - 출신지 : 일본 가나가와현 - 포지션 : 리더, 보컬, 퍼포머 |

## 내역

### 데뷔전: 유닛 결성, 아마추어 나이트 참가
TATSU와 SHINGO로 결성됐으며, 노래와 춤, 수화를 융합한 새로운 표현 방법으로 메시지를 전하는 보컬과 수화 퍼포머 HANDSIGN을 결성했다. 일본에서 처음으로 스트리트 댄스에 수화를 넣게 된다.
미국 뉴욕의 아폴로 극장에서 개최된 행사 ‘아마추어 나이트’의 오디션에 합격했으며, 그 후 2년 간에 걸쳐서 같은 행사에 활약하여서, 두 번의 우승을 포함한 일곱 번의 입상을 달성한다. 연간 챔피언 대회에도 나가지만, 우승은 하지 못하지만 3위로 아마추어 공인 퍼포머로 표창받는다.
일본으로 귀국한 후에는 후지 TV “토쿠다네!”(とくダネ!)에 출연을 시작하며,  TBS “하나마루 마켓”(はなまるマーケット), NHK “잇토6켄”(いっと6けん), 닛폰 TV “24시간 텔레비전”, NHK “당신의 상냥함”(あなたの優しさ) 등에 출연한다. JR의 열차 내 전자광고 트레인 채널에서 ‘퍼포먼스로 배우는 수화 입문’(パフォーマンスで学ぶ手話入門)이 방영되며 TBS EXILE魂이나 NHK 모두의 수화(NHKみんなの手話), 하트넷 TV(ハートネットTV)에서 30분 특집 방송에 출연한다.
가나가와현의 중학교, 고등학교를 50개교를 걸쳐서 노래나 춤에서 수화를 즐겁게 느끼게 하자는 취지의 중고 50개교 투어를 시작하며, 100개 고교를 목표로 활동중이다.
2017년 1월 닛폰 TV ‘news every.’, ‘씨를 뿌리는 사람’(タネをまく人)에서 활동이 20분 정도 특집이 된다. 같은 해 1월 NHK E TV ‘E댄스 아카데미’(Eダンスアカデミー)에 출연한다.
내가 너의 귀가 되어줄게(僕が君の耳になる)를 발매한다. 유튜브에서 조회수가 3주 동안에 1백만 회를 넘는다. 6월에는 패럴림픽의 공식 응원곡을 일본에서 처음으로 담당했으며, HERO를 발매한다. 같은 해 9월에는 도쿄 걸즈 컬렉션(TGC)에 출연한다.

### 2018년 ~ 2019년: 메이저 데뷔, 내가 너의 귀가 되어줄게, 목소리 손
2018년 7월 라디오 fmyokohama ‘Tresen’ 7down8up 매주 목요일 정규 코너가 시작된다. 9월에는 유니버설 뮤직에서 메이저 데뷔를 목표로 하여, 라이브, NHK 시부5시(シブ5時) 등의 많은 미디어에 출연한다. 내가 너의 귀가 되어줄게가 6백만 조회수를 돌파하였다.
2019년 실화 프로젝트 제3탄 ‘목소리 손’(声手)을 발매한다. 로마 교황 방일 테마 송의 수화를 담당한다. 디즈니 만화 영화 “겨울왕국 2”의 메인 테마곡 일본어 버전을 수화 퍼포먼스를 제작했다.

### 2020년: 코로나19 범유행 속 활동,
2020년 2월 FM 오사카 음주박멸 라이브 SDD2020in오사카성 홀에 출연한다. 5월에는 NHK 천재 텔레비전 군 hello(NHK天才てれびくんhello)에 출연했으며, 닫는 곡의 수화 안무를 제작하는 내용이 방송된다.
그 후, 코로나19 범유행 속에서도 유튜브에서 업로드를 계속 이어가며, 세키네 츠토무를 시작으로 아사이 기획의 탤런트와 컬래버레이션 영상 ‘자신만의 방콕 시간’(自分だけのお家時間)을 공개한다. 또, 모모이로 클로버 Z의 자매 그룹이기도 하는 다코야키 레인보의 수화 안무도 제작한다.
8월에는 청년판 국민 명예상 그랑프리를 수상했으며, 내각총리대신 장려상, NHK 회장 장려상의 더블 수상을 하며, 후지 TV의 Live News it!!을 시작으로, 신문, 인터넷 등의 대부분의 미디어에 나오게 된다. 9월에는 의료 종사자를 시작으로한 필수 인력에게 응원을 보내는 영상 컨테스트 가나가와현 ‘버추얼 개방지구’(バーチャル開放地区)에서 247팀의 응모 속에서 준그랑프리를 획득한다. 아티스트와의 컬래버레이션 활동도 적극적이며, 미키 도잔의 Lifetime Respect을 수화로 그를 포함한 3인으로 업로드를 했으며, 전 AKB48 이타노 토모미와의 수화 댄스 컬래버레이션도 진행한다. 실화를 기초로 한 ‘내가 너의 귀가 되어줄게’가 조회수 970만 회를 돌파했으며, 영화화(2021년 5월 개봉)가 결정됐다.

### 2021년: 책가방 기부
2021년 1월, ‘내가 너의 귀가 되어줄게’ 뮤직 비디오가 유튜브에서 1천만 회의 조회수를 돌파했으며, 이 노래가 후지 TV 기적체험 언빌리버블에서 특집내며 큰 반향을 부른다.
5월에는 내가 너의 귀가 되어줄게 영화가 개봉한다. 같은 달에 폴로 랄프 로렌 란도셀 지원 대사로 취임되어 전일본농아연맹 및 관련 단체를 통해서 들리지 않는 아이들에게 책가방 500개를 기부했다.

### 내용주
1. ↑  결성은 2005년